# Francisco Madero
Francisco Ignacio Madero (30. listopada 1873. – 22. veljače 1913.) bio je među vođama meksičke revolucije i prvi predsjednik Meksika nakon svrgavanja Porfirija Diaza.
Rodio se u mjestu Parras u državi Coahilla. Njegova je obitelj bila španjolskog podrijetla, a uz to je bila i jedna od najbogatijih u Meksiku. Bio je političar i pisac, član Protureizborne stranke.
Želio je napraviti oligarhijsku demokraciju da se zadovolje i domaće i strane elite. Rekao je da neuka javnost nema što odlučivati tko će biti izabran na javnu dužnost. Poveo je Meksičku revoluciju i pripada najkrvavijem njezinom razdoblju (1913. – 1917.). Prvi je šef države koji se vozio zrakoplovom. Nakon dolaska na vlast, nije ispunio izborna obećanja pa ga je u državnom udaru svrgnuo general Victoriano Huerta. Madero je ubijen 4 dana nakon uhićenja, u 39. godini. Zemlju je tek kasnije uspio donekle stabilizirati predsjednik Venustiano Carranza.